# Новопавловка (Близнюковский район)
Новопа́вловка (укр. Новопавлівка) — село,
Самойловский сельский совет,
Близнюковский район,
Харьковская область, Украина.
Код КОАТУУ — 6320685506. Население по переписи 2001 г. составляет 4 (4/- м/ж) человека.

## Географическое положение
Село Новопавловка находится в 3,5 км от села и железнодорожной станции Самойловка, примыкает село Бубново Первое. В 6-ти км протекает река Большая Терновка.

## История
- 1820 — дата основания.

## Экономика
- В селе есть молочно-товарная ферма.